# Османи, Мухаммад

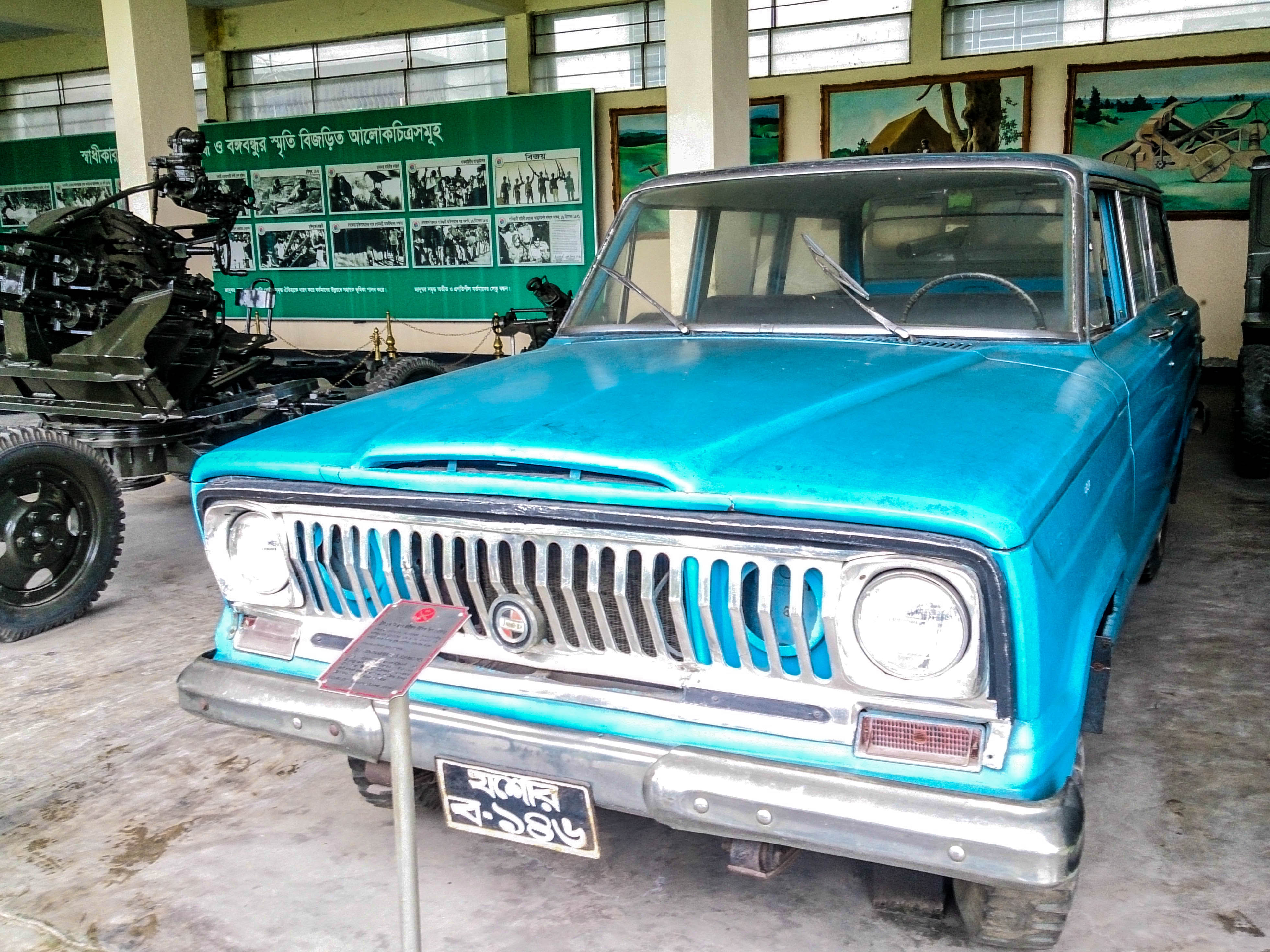
Джип-фургон Kaiser Willys Jeep Wagon который Османи использовал для посещения фронта во время войны.

Мухаммад Атаул Гани Османи (бенг. মুহাম্মদ আতাউল গনি ওসমানী, 1 сентября 1918 — 16 февраля 1984) — бангладешский военачальник, главнокомандующий бенгальскими повстанцами в ходе войны за независимость Бангладеш.

## Биография
Мухаммад Османи родился в 1918 году в округе Сунамгандж области Силхет в Британской Индии. В 1934 году он окончил Государственную школу пилотов в Силхете, а в 1938 году — Мусульманский университет в Алигархе. Затем он записался в магистратуру по географии в том же университете, а также, в соответствии с желанием отца, сдал экзамены для получения должности в Индийской гражданской службе. Однако приближающаяся Вторая мировая война вынудила его оставить гражданскую карьеру и перейти на военную службу.
С июля 1939 по октябрь 1940 года Османи обучался в Индийской военной академии в Дехрадуне, и выпустился оттуда в качестве артиллерийского офицера Британской Индийской армии в звании второго лейтенанта. Он служил на Бирманском фронте, в 1941 году стал капитаном, в 1942 — майором. После войны он отправился в Великобританию на курсы офицеров штаба, и по их окончании в 1947 году получил рекомендацию на звание подполковника. Когда в 1947 году из Британской империи выделились Индия и Пакистан, Османи стал подполковником свежесозданной Пакистанской армии. Из-за своего опыта он немедленно получил назначение в генеральный штаб, и в 1949 году стал главным советником начальника генерального штаба.
После этого Османи решил покинуть штабную работу и перейти на армейскую должность. Ради этого он пошёл на временное понижение в звании до майора, и поступил в военный колледж в Кветте, по окончании которого в мае 1951 года получил назначение в пехоте, вновь вернув себе звание подполковника. В октябре 1951 года Мухаммад Османи стал командиром 1-го Восточнобенгальского полка, размещавшегося в округе Джессор в Восточном Пакистане. Османи ввёл в качестве марша своего полка бенгальскую песню, а также стал внедрять другие элементы бенгальской культуры, что вызвало неприятие со стороны его западнопакистанского начальства, в особенности — со стороны командующего восточнопакистанскими вооружёнными силами Мухаммед Айюб Хана. В 1952 году Османи стал командиром 9-го батальона 14-го пенджабского полка, а затем — заместителем командующего Восточнопакистанских стрелков. Находясь в этой должности он совершил революционное преобразование: начал набирать в Восточнопакистанские стрелки лиц небенгальской национальности, из числа проживавших на территории Восточного Пакистана национальных меньшинств. Затем он служил в Полковом центре Восточнобенгальского полка, а в 1956 году получил звание полковника и должность при Генеральном штабе пакистанской армии в Равалпинди. В 1958 году он стал заместителем начальника генерального штаба, а затем — заместителем начальника отдела военного планирования. На своём посту он старался бороться с дискриминацией бенгальцев в пакистанской армии, и пытался увеличить число бенгальских подразделений, а также улучить оборону Восточного Пакистана (стратегией пакистанского генерального штаба было «Ключ к обороне Восточного Пакистана находится на западе»), но безуспешно. 16 февраля 1967 года он вышел в отставку.
Выйдя в отставку, Мухаммад Османи занялся политикой, и в 1970 году выиграл выборы в Пакистанскую национальную ассамблею в качестве кандидата от Авами лиг. Когда в марте 1971 года в Восточном Пакистане разразился политический кризис, то многие офицеры бенгальского происхождения стали искать контактов с политиками, и Османи стал связующим звеном между офицерами и Авами лиг.
25 марта 1971 года офицеры-бенгальцы предупредили лидеров Авами лиг о прибытии Яхья Хана с войсками. Не сумев убедить Муджибура Рахмана немедленно провозгласить независимость Бангладеш, Османи 28-29 марта перебрался в Силхет, а 4 апреля объявился в районе расположения 2-го Восточнобенгальского полка. 17 апреля 1971 года свежесформированное Бангладешское правительство в изгнании назначило Мухаммада Османи главнокомандующим всеми бангладешскими вооружёнными силами. Так как войска, состоящие из бенгальцев, были разбросаны по всей территории Восточного Пакистана, и не могли вести классических боевых действий в контакте друг с другом, то Османи, разбив территорию Восточного Пакистана на сектора, назначил в каждом секторе командующего, полностью отвечающего за боевые действия в нём, а сам занялся общей координацией и налаживанием связей с вооружёнными силами Индии ради получения оружия и снабжения. К середине июня бенгальские войска оказались вытесненными на территорию Индии, и стали налаживать инфраструктуру, необходимую для ведения партизанской войны. В середине июля Османи подал в отставку с поста главнокомандующего, однако на совещании командующих секторами его единогласно попросили вернуться на этот пост, и он, получив звание генерала, вновь занялся строительством бангладешских вооружённых сил. Созданные под его руководством мукти-бахини помогли Индии выиграть начавшуюся в декабре индо-пакистанскую войну.
После завершения войны и официального провозглашения независимости Бангладеш Мухаммад Османи 7 апреля 1972 года официально подал в отставку с поста главнокомандующего. В кабинете Муджибура Рахмана он стал министром внутреннего водного транспорта и авиации. В 1973 году он был избран в парламент, и в новом кабинете стал возглавлять министерства связи и внутреннего транспорта.
Когда в мае 1974 года благодаря 4-й поправке к Конституции Бангладеш была создана однопартийная система, Мухаммад Османи подал в отставку и вышел из Авами лиг в знак протеста против нарушения демократии. 29 августа 1975 года Хундакар Муштак Ахмед назначил его президентским советником по вопросам обороны, однако после расстрела 3 ноября в центральной тюрьме Дакки четверых национальных лидеров Османи немедленно подал в отставку. В 1976 году Османи основал Джатия Джаната Парти и стал её президентом. Мухаммад Османи был кандидатом в президенты Бангладеш на выборах 1978 и 1981 годов.
В 1983 году у Османи был обнаружен рак, и он немедленно был отправлен на лечение в Лондон за государственный счёт. Мухаммад Османи скончался в лондонском госпитале 16 февраля 1984 года. Его тело было возвращено в Бангладеш и с воинскими почестями кремировано в Дарге (в Силхете), после чего прах был захоронен рядом с прахом его матери.